# 브라이언 페레즈
브라이언 페레즈(영어: Brian Perez, 1986년 9월 16일 ~ )는 지브롤터의 축구 선수이다.